# 黄土坡线路所
黄土坡站位于中国北京市大兴区黄村地区，为北京铁路局北京车务段管辖的线路所。车站有京沪鐵路经过，站内有5条股道。原黄土坡站于2005年撤销，但黄土坡Ⅱ场仍作为京沪铁路的四等中间站而运作至2021年，2021年6月降级为黄土坡线路所。

## 概要
黄土坡站作为京奉铁路的中间站之一建于1895年、1896年建成通车，因站址东侧有一座大土坡而得名。车站站房为英式建筑:327。
1943年日本控制的華北交通将京山铁路丰台至南仓区间复线化。因军用列车到发需要，1950年铁路部门在京山线本站至丰台区间新增南信号站；1955年修建本站至丰沙铁路石景山南站的联络线，长10.8公里，后铁路部门在该联络线上修建丰台西站。1957年铁道部车务局对车站进行自动闭塞化改造并扩建站场，1958年完工，当时站内设有2条正线、2条到发线和1条货物线:18,104。
1982年车站停办货运业务:327。1985年车站至南仓区间兴建第三线，1987年9月建成至黄村站，当年11月投用。
铁路部门于1995年京九铁路北京枢纽工程建设期间在原黄土坡车站和黄村站之间兴建黄土坡Ⅱ场，区间设有4条正线。作为丰台西站下行系统的前方站，原由黄土坡站出岔的京山京广联络线（现京沪京广上/下联线）改由Ⅱ场出岔:89,135。
为将京九铁路客车引入丰台站接发，车站至黄村站区间将修建京沪京九线疏解工程。2021年6月铁路部门对车站进行改造，拆除黄土坡Ⅱ场，开通黄土坡线路所和黄村站新联锁，完成京沪三、四线与京九下行线拨接。
2024年，大兴区文物管理所将黄土坡站老站房纳入第四次全国文物普查线索。